# Patrizia Valduga

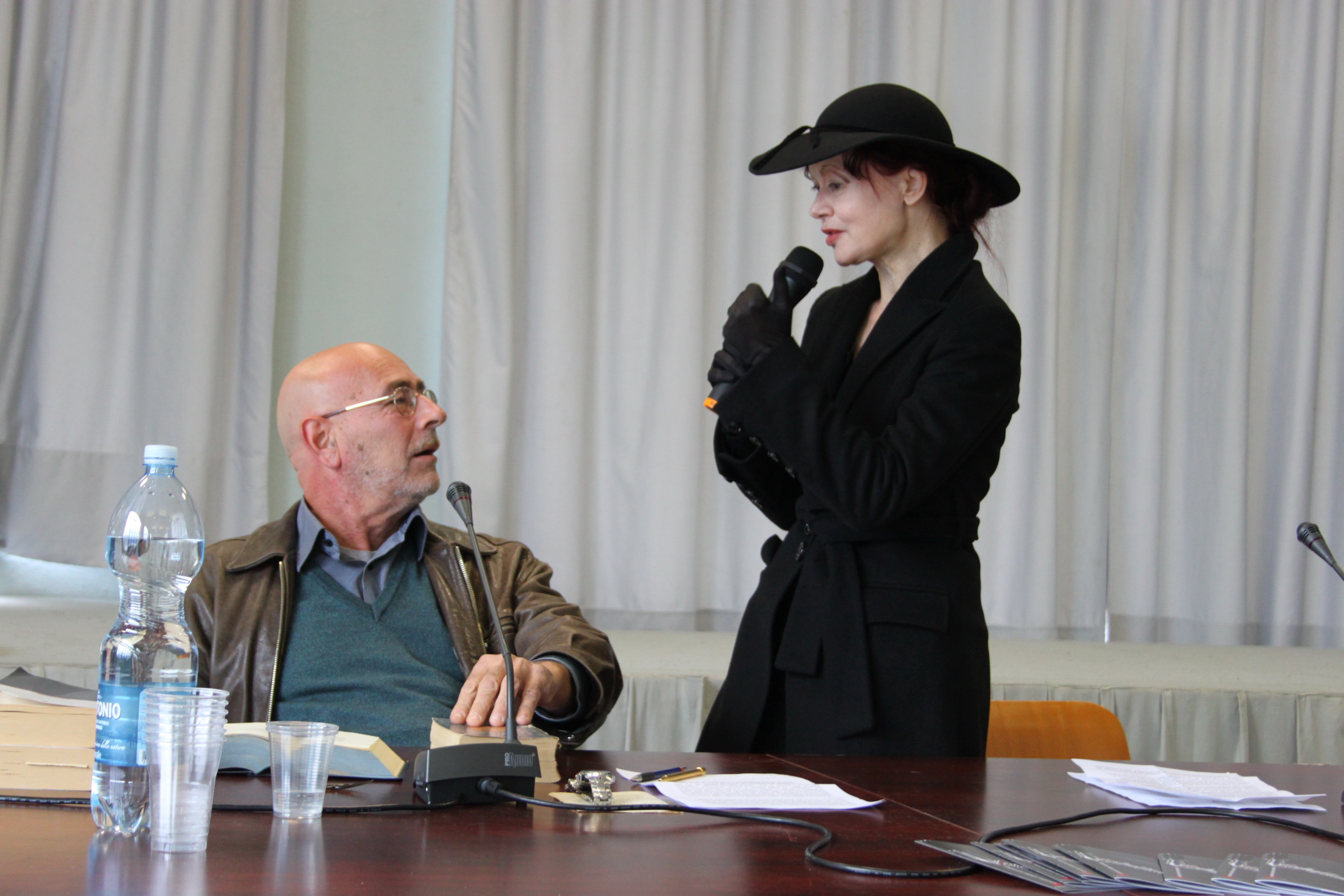
Patrizia Valduga und Mario Santagostini (2012)

Patrizia Valduga (* 20. Mai 1953 in Castelfranco Veneto) ist eine italienische Schriftstellerin und Übersetzerin.

## Leben
Valduga erhielt in ihrer Familie eine katholische Erziehung. Sie studierte zunächst drei Jahre Medizin und wechselte dann an die Universität Venedig, wo sie über vier Jahre Literaturkurse bei Francesco Orlando besuchte. In dieser Zeit schrieb sie ihre ersten Gedichte. Im Jahr 1983 gründete sie die Lyrikzeitschrift Poesia und war deren erste Herausgeberin.
Von 1981 bis zu seinem Tod war Valduga die Lebensgefährtin des Lyrikers Giovanni Raboni (1932–2004). Sie lebt in Mailand.

## Wirken
Valduga übersetzte Werke von Mallarmé, Valéry, Céline, Cocteau, Molière, John Donne und Shakespeare. Ihre Gedichte besitzen eine ausgefeilte Metrik und Intensität. Ihre Gedichte wurden bislang kaum ins Deutsche übersetzt. 2011 brachte Einaudi ihr Buch Breviario proustiano. Massime e sentenze della Recherche heraus, in dem sie Proust in der Tradition der französischen Moralisten sieht, von Montaigne bis Pascal,  La Rochefoucauld und Joubert. Die Idee zu ihrer Zitatensammlung aus Prousts Recherche geht zurück auf ein Gespräch von 1985 mit Giovanni Raboni und Luciano De Maria (1928–1993), dem Herausgeber der italienische Ausgabe der Recherche.

## Werke (Auswahl)
- Medicamenta e altri medicamenta. Einaudi, Mailand 1982.
- Cento quartine e altre storie d’amore. Einaudi, Mailand 1997.
- Prima antologia. Einaudi, Mailand 1999.
- Quartine. Einaudi, Mailand 2001.
- Requiem. Einaudi, Mailand 2002.
- Lezione d’amore. Einaudi, Mailand 2004.
- Il libro delle laudi. Einaudi, Mailand 2012.
- Poesie erotiche. Einaudi, Mailand 2018.
- Belluno. Andantino e grande fuga. Einaudi, Mailand 2019.

Als Herausgeberin
- Breviario proustiano. Massime e sentenze della Recherche. Letture Einaudi, 2011, ISBN 978-88-06-20845-5 (einaudi.it).

## Preise und Auszeichnungen
- 1982: Premio Viareggio für ihr Erstlingswerk Medicamenta
- 1992: Premio Eleonora Duse für Donna di dolori[8]